# Льодовий режим
Льодовий режим — чергування процесів утворення, танення та переміщення льоду в річках та водоймах.